# Hepatus epheliticus
Hepatus epheliticus là một loài cua sinh sống ở phía tây Đại Tây Dương từ vịnh Chesapeake đến Cộng hòa Dominica. Loài này có mai dài 3 inch điểm các đốm đỏ với các viền thẫm màu hơn. 

## Hình ảnh

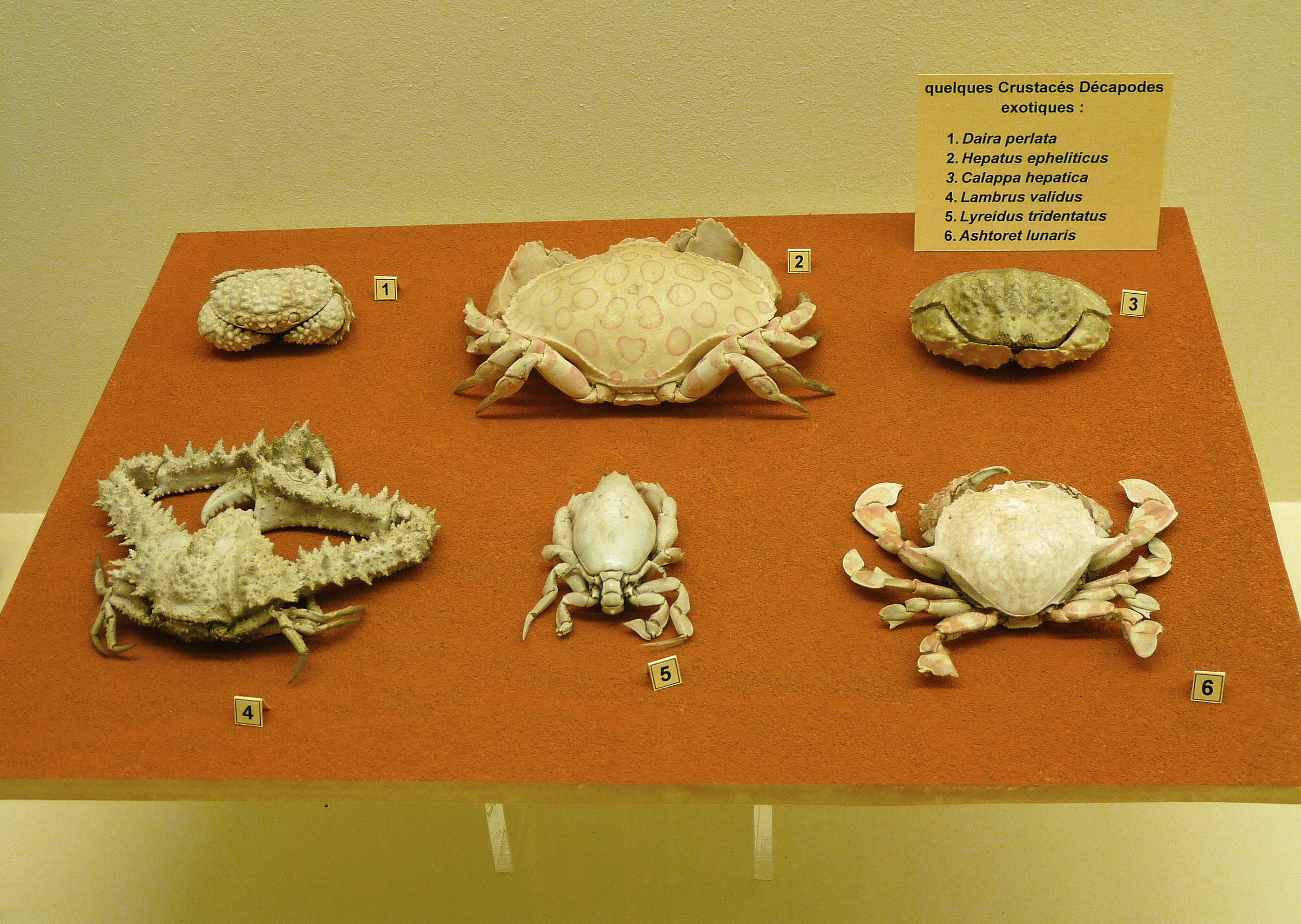